# Napad na Nassau
Napad na Nassau ali tudi bitka pri Nassau (3.–4. marec 1776), je bila pomorska operacija in amfibijski napad trinajstih kolonij proti britanskemu pristanišču Nassau na Bahamih med ameriško revolucionarno vojno. Napad, namenjen rešitvi problema pomanjkanja smodnika, je zasegel dve utrdbi in velike količine vojaških zalog, preden so se napadalci umaknili v kolonije Nove Anglije, kjer so se neuspešno spopadli z britansko fregato.
Med ameriško revolucionarno vojno so sile patriotov trpele zaradi pomanjkanja smodnika. Zaradi takšnega pomanjkanja je Drugi celinski kongres ukazal ameriški floti pod poveljstvom Esek Hopkinsa, naj patruljira po obalah Virginije in Karoline; Hopkinsu so morda bila dana tajna navodila, naj napade Nassau, kamor so bile poslane zaloge smodnika odstranjene iz Virginije.
Flotilja je 17. februarja 1776 zapustila Cape Henlopen, kolonija Delaware in 1. marca prispela na Bahame. Dva dni pozneje se je izkrcalo dvesto kontinentalnih marincev, ki so zavzeli Fort Montagu] vendar niso napredovali proti mestu, kjer je bil shranjen smodnik. Guverner Montfort Browne je dal večino nassauskega smodnika naložiti na ladje, ki so plule proti St. Augustine, Florida. 4. marca so marinci zavzeli Nassau.
Američani so dva tedna zasedali Nassau in pred odhodom zasegli vse preostale vojaške zaloge, ki so jih našli. Flota se je 6. aprila neuspešno spopadla z ladjo "HMS Glasgow", preden se je vrnila v New London, Connecticut. Čeprav je bil napad uspešen, je neuspeh pri zavzetju ladje Glasgow in pritožbe posadke privedlo do več preiskav in vojaških sodišč, Hopkins pa je bil leta 1778 obsojen in odpuščen.